# Helsinki Open 2015
Die Helsinki Open 2015 fanden vom 5. bis zum 6. September 2015 in Helsinki statt. Es war die achte Austragung dieser internationalen Meisterschaften von Finnland im Badminton.

## Sieger und Platzierte
| Disziplin    | Gold                         | Silber                         | Bronze                              |
| ------------ | ---------------------------- | ------------------------------ | ----------------------------------- |
| Herreneinzel | Anton Kaisti                 | Kasper Lehikoinen              | Henri Aarnio                        |
| Herreneinzel | Anton Kaisti                 | Kasper Lehikoinen              | Kalle Koljonen                      |
| Dameneinzel  | Getter Saar                  | Annmarie Oksa                  | Tuuli Härkönen                      |
| Dameneinzel  | Getter Saar                  | Annmarie Oksa                  | Jenny Nyström                       |
| Herrendoppel | Marko Pyykönen Pekka Ryhänen | Oskari Larkimo Tuomas Nuorteva | Jesper von Hertzen Mika Köngäs      |
| Herrendoppel | Marko Pyykönen Pekka Ryhänen | Oskari Larkimo Tuomas Nuorteva | Akseli Danskanen Julius von Pfaler  |
| Damendoppel  | Tuuli Härkönen Anna Paavola  | Noora Ahola Linnea Vainula     | Elina Niiranen Jenni Rautiainen     |
| Damendoppel  | Tuuli Härkönen Anna Paavola  | Noora Ahola Linnea Vainula     | Heini Ihalainen Oona Seppälä        |
| Mixed        | Anton Kaisti Sanni Rautala   | Henri Aarnio Jenny Nyström     | Petri Hautala Noora Ahola           |
| Mixed        | Anton Kaisti Sanni Rautala   | Henri Aarnio Jenny Nyström     | Jesper von Hertzen Jenni Rautiainen |